# Unió de Rabassaires
La Unió de Rabassaires i Altres Cultivadors del Camp de Catalunya (en castellano Unión de Rabasaires y Otros Cultivadores del Campo de Cataluña) fue un sindicato de viticultores no propietarios surgido en Cataluña (España) en 1922. 
Como Federación de Sindicatos Agrícolas de Cataluña federó y coordinó varias entidades campesinas de ámbito local o comarcal frente a la crisis vinícola de superproducción y el descenso de precios que siguió a la Primera Guerra Mundial. Pretendía encuadrar no solo a los rabassaires sino también a los aparceros y arrendatarios. Su fundador fue el dirigente sindical agrario Francesc Riera, junto a los políticos republicanos Lluís Companys, Amadeu Aragay, P. Estartús y Ernest Ventós. Su órgano de prensa era La Terra (La Tierra).

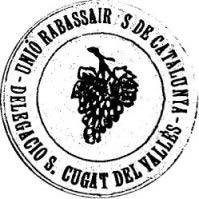
Logotipo de la delegación de la Unió de Rabassaires de Sant Cugat del Vallés

Durante la dictadura de Primo de Rivera permanecieron pasivos, pero con la llegada de la Segunda República creció rápidamente, de forma que en 1932 llegó a los 21.542 afiliados convirtiéndose en la central sindical mayoritaria en el campo catalán. Estrechamente vinculado a Esquerra Republicana de Catalunya, canalizó las reivindicaciones agrarias bajo un programa bastante radical, aunque no revolucionario, defensor de la explotación familiar, autónoma y hereditaria. Se enfrentó al Instituto Agrícola Catalán de San Isidro, patronal agraria que agrupaba a los grandes terratenientes y vinculado a la Lliga Regionalista. En 1934, ante lo que consideraban como dilaciones para resolver la "cuestión rabassaire", se distanció de ERC, radicalizó su línea y entró a formar parte de Alianza Obrera.
Tras los hechos del seis de octubre de 1934, la Proclamación del Estado Catalán, que provocaron el encarcelamiento de la mayor parte de sus dirigentes, tomó un carácter cooperativo y mutualista. Dos de sus dirigentes, Pau Padrón y José Calvet Móra, serían diputados en el Frente de Izquierdas (el equivalente catalán del Frente Popular) ante las elecciones de febrero de 1936, aunque incidiendo en el acercamiento a la Unió Socialista de Catalunya. Tras el estallido de la Guerra Civil, estuvo presente en el Comité Central de Milicias Antifascistas de Cataluña, en el gobierno de la Generalidad y en todos los órganos de poder en Cataluña. Se opuso a la colectivización propugnada por la CNT, siguiendo la línea política marcada por ERC y el PSUC. Asumió el control de la Unión de Sindicatos Agrícolas de Cataluña, y, en enero de 1937, se fusionó, junto con las otras entidades agrarias catalanas, para formar la Federación de Sindicatos Agrícolas, única de Cataluña. Desapareció tras la ocupación de Cataluña y el triunfo franquista en la Guerra Civil.